# Lijst van werken van Michelangelo
Deze lijst geeft een overzicht van het werk van de Italiaanse renaissancekunstenaar Michelangelo Buonarroti.

## Beeldhouwwerken
| Afbeelding | Titel                                                                   | Datering      | Techniek             | Afmetingen h × b cm | Verblijfplaats                                                | Opmerkingen                                                                       |
| ---------- | ----------------------------------------------------------------------- | ------------- | -------------------- | ------------------- | ------------------------------------------------------------- | --------------------------------------------------------------------------------- |
|            | Centauromachie                                                          | ca. 1490–1492 | marmer               | 84,5 × 90,5         | Florence, Casa Buonarroti                                     |                                                                                   |
|            | Madonna della scala                                                     | ca. 1490–1492 | marmer               | 55,5 × 40           | Florence, Casa Buonarroti                                     |                                                                                   |
|            | Crucifix                                                                | ca. 1493      | hout met polychromie | 142 × 135           | Florence, Santo Spirito                                       |                                                                                   |
|            | Schrijn van de heilige Dominicus (Arca di San Domenico): Sint-Petronius | 1494–1495     | marmer               | 64                  | Bologna, San Domenico                                         |                                                                                   |
|            | Schrijn van de heilige Dominicus (Arca di San Domenico): Sint-Proculus  | 1494–1495     | marmer               | 58,5                | Bologna, San Domenico                                         |                                                                                   |
|            | Schrijn van de heilige Dominicus (Arca di San Domenico): Engel          | 1494–1495     | marmer               | 51,5                | Bologna, San Domenico                                         |                                                                                   |
|            | Bacchus                                                                 | 1496–1497     | marmer               | 203                 | Florence, Bargello                                            |                                                                                   |
|            | Pietà                                                                   | 1498–1499     | marmer               | 174 × 195           | Rome, Sint-Pietersbasiliek                                    |                                                                                   |
|            | David                                                                   | 1501–1504     | marmer               | 517                 | Florence, Galleria dell'Accademia                             |                                                                                   |
|            | Madonna van Brugge                                                      | 1501–1504     | marmer               | 128                 | Brugge, Onze-Lieve-Vrouwekerk                                 |                                                                                   |
|            | Maria met Kind (Tondo Pitti)                                            | ca. 1503–1504 | marmer               | 85,8 × 82           | Florence, Bargello                                            |                                                                                   |
|            | Maria met Kind en de jonge Johannes de Doper (Tondo Taddei)             | ca. 1504–1506 | marmer               | 82,5                | Londen, Royal Academy of Arts                                 |                                                                                   |
|            | Matteüs                                                                 | ca. 1505      | marmer               | 271                 | Florence, Galleria dell'Accademia                             |                                                                                   |
|            | Piccolomini-altaar: Paulus                                              | 1503–1504     | marmer               |                     | Siena, Kathedraal van Siena                                   |                                                                                   |
|            | Piccolomini-altaar: Petrus                                              | 1503–1504     | marmer               |                     | Siena, Kathedraal van Siena                                   |                                                                                   |
|            | Piccolomini-altaar: Pius                                                | 1503–1504     | marmer               |                     | Siena, Kathedraal van Siena                                   |                                                                                   |
|            | Piccolomini-altaar: Gregorius                                           | 1503–1504     | marmer               |                     | Siena, Kathedraal van Siena                                   |                                                                                   |
|            | Grafmonument van Julius II: Mozes                                       | ca. 1513–1515 | marmer               |                     | Rome, San Pietro in Vincoli                                   |                                                                                   |
|            | Grafmonument van Julius II: Rachel                                      | 1542–1545     | marmer               | 209                 | Rome, San Pietro in Vincoli                                   | Uitgevoerd met assistenten                                                        |
|            | Grafmonument van Julius II: Lea                                         | 1542–1545     | marmer               | 197                 | Rome, San Pietro in Vincoli                                   | Uitgevoerd met assistenten                                                        |
|            | Rebellerende slaaf                                                      | 1513–1516     | marmer               | 215                 | Parijs, Louvre                                                | Oorspronkelijk bestemd voor het eerste ontwerp van het grafmonument van Julius II |
|            | Stervende slaaf                                                         | 1513–1516     | marmer               | 229                 | Parijs, Louvre                                                | Oorspronkelijk bestemd voor het eerste ontwerp van het grafmonument van Julius II |
|            | Jonge slaaf (model)                                                     | ca. 1520      | was                  | 16,5                | Londen, Victoria and Albert Museum                            |                                                                                   |
|            | Jonge slaaf                                                             | 1520–1523     | marmer               | 256                 | Florence, Accademia di belle arti di Firenze                  | Onvoltooid. Oorspronkelijk bestemd voor het grafmonument van Julius II.           |
|            | Atlas-slaaf                                                             | 1520–1523     | marmer               | 277                 | Florence, Accademia di belle arti di Firenze                  | Onvoltooid. Oorspronkelijk bestemd voor het grafmonument van Julius II.           |
|            | Ontwakende slaaf                                                        | 1520–1523     | marmer               | 267                 | Florence, Accademia di belle arti di Firenze                  | Onvoltooid. Oorspronkelijk bestemd voor het grafmonument van Julius II.           |
|            | Bebaarde slaaf                                                          | 1520–1523     | marmer               | 263                 | Florence, Accademia di belle arti di Firenze                  | Onvoltooid. Oorspronkelijk bestemd voor het grafmonument van Julius II.           |
|            | De overwinning                                                          | ca. 1519–1530 | marmer               | 261                 | Florence, Palazzo Vecchio                                     | Mogelijk oorspronkelijk bestemd voor het grafmonument van Julius II.              |
|            | Cristo della Minerva                                                    | 1519–1520     | marmer               | 205                 | Rome, Santa Maria sopra Minerva                               |                                                                                   |
|            | Model voor twee worstelaars                                             | ca. 1525      | klei                 | 41                  | Florence, Casa Buonarroti                                     |                                                                                   |
|            | Medici-kapel (Nieuwe Sacristie): Medici-Madonna                         | ca. 1521–1534 | marmer               | 226                 | Florence, San Lorenzo                                         |                                                                                   |
|            | Medici-kapel (Nieuwe Sacristie): Giuliano de' Medici                    | ca. 1526–1534 | marmer               |                     | Florence, San Lorenzo                                         |                                                                                   |
|            | Medici-kapel (Nieuwe Sacristie): Dag                                    | ca. 1526–1534 | marmer               |                     | Florence, San Lorenzo                                         |                                                                                   |
|            | Medici-kapel (Nieuwe Sacristie): Nacht                                  | ca. 1526–1534 | marmer               |                     | Florence, San Lorenzo                                         |                                                                                   |
|            | Medici-kapel (Nieuwe Sacristie): Lorenzo de' Medici                     | ca. 1526–1534 | marmer               |                     | Florence, San Lorenzo                                         |                                                                                   |
|            | Medici-kapel (Nieuwe Sacristie): Dageraad                               | ca. 1526–1534 | marmer               |                     | Florence, San Lorenzo                                         |                                                                                   |
|            | Medici-kapel (Nieuwe Sacristie): Avond                                  | ca. 1526–1534 | marmer               |                     | Florence, San Lorenzo                                         |                                                                                   |
|            | Hurkende jongen                                                         | ca. 1530–1534 | marmer               | 54                  | Sint-Petersburg, Hermitage                                    | Mogelijk oorspronkelijk bestemd voor de Medici-kapel                              |
|            | Apollo                                                                  | ca. 1530      | marmer               | 146                 | Florence, Bargello                                            |                                                                                   |
|            | Brutus                                                                  | 1538          | marmer               | 95                  | Florence, Bargello                                            |                                                                                   |
|            | Florence Pietà                                                          | ca. 1547–1553 | marmer               | 253                 | Florence, Kathedraal van Florence, Museo dell'Opera del Duomo |                                                                                   |
|            | Rondanini Pietà                                                         | 1552–1564     | marmer               | 195                 | Milaan, Castello Sforzesco                                    | Onvoltooid                                                                        |

## Schilderijen
| Afbeelding       | Titel                                                             | Datering      | Techniek                      | Afmetingen h × b cm | Verblijfplaats                                            | Opmerkingen                                                            |
| ---------------- | ----------------------------------------------------------------- | ------------- | ----------------------------- | ------------------- | --------------------------------------------------------- | ---------------------------------------------------------------------- |
|                  | De verzoeking van de heilige Antonius                             | ca. 1487–1488 | olieverf en tempera op paneel | 47 × 35             | Kimbell Art Museum                                        | Toegeschreven aan Michelangelo op basis van een vermelding van Vasari. |
|                  | Maria met Kind, Johannes de Doper en engelen (Manchester-Madonna) | ca. 1497      | olieverf en tempera op paneel | 105 × 76            | Londen, National Gallery                                  |                                                                        |
|                  | De graflegging                                                    | ca. 1500–1501 | tempera op paneel             | 162 × 150           | Londen, National Gallery                                  |                                                                        |
|                  | Tondo Doni                                                        | ca. 1503–1506 | olieverf en tempera op paneel | doorsnee: 120 cm    | Florence, Uffizi                                          |                                                                        |
|                  | Plafond van de Sixtijnse Kapel                                    | 1508–1512     | fresco                        |                     | Rome (Vaticaanstad), Sixtijnse Kapel                      |                                                                        |
|                  | Het Laatste Oordeel                                               | 1534–1541     | fresco                        | 1370 × 200          | Rome (Vaticaanstad), Sixtijnse Kapel                      |                                                                        |
| (anonieme kopie) | Leda en de zwaan                                                  | ca. 1530      | tempera op paneel             |                     |                                                           | Verloren gegaan                                                        |
|                  | De bekering van Paulus                                            | ca. 1542–1545 | fresco                        | 625 × 661           | Rome (Vaticaanstad), Apostolisch Paleis, Cappella Paolina |                                                                        |
|                  | De kruisiging van Petrus                                          | ca. 1546–1550 | fresco                        | 625 × 662           | Rome (Vaticaanstad), Apostolisch Paleis, Cappella Paolina |                                                                        |

## Architectuur en grafmonumenten
| Afbeelding | Bouwwerk                                                                        | Datering      | Locatie                                      | Opmerkingen                                                                   |
| ---------- | ------------------------------------------------------------------------------- | ------------- | -------------------------------------------- | ----------------------------------------------------------------------------- |
|            | Eerste ontwerp voor een grafmonument van Julius II in de Sint-Pieter            | 1505–1506     | Rome, Sint-Pietersbasiliek                   | Niet uitgevoerd                                                               |
|            | Tweede ontwerp voor een grafmonument van Julius II in de Sint-Pieter            | 1513–1516     | Rome, Sint-Pietersbasiliek                   | Niet uitgevoerd                                                               |
|            | Aedicula voor de kapel van de heiligen Cosmas en Damianus                       | ca. 1514–1515 | Rome, Castel Sant'Angelo                     |                                                                               |
|            | Onuitgevoerd ontwerp voor de façade van de San Lorenzo                          | 1516–1520     | Florence, San Lorenzo                        | Het houten model bevindt zich in de Casa Buonarroti.                          |
|            | Knielende vensters voor Palazzo Medici                                          | 1517          | Florence                                     |                                                                               |
|            | Nieuwe Sacristie met de grafmonumenten van Giuliano en Lorenzo de' Medici       | 1519–1534     | Florence, San Lorenzo                        |                                                                               |
|            | Biblioteca Medicea Laurenziana                                                  | 1519–1559     | Florence, San Lorenzo                        |                                                                               |
|            | Tribune voor de relieken                                                        | 1525–1533     | Florence, San Lorenzo                        |                                                                               |
|            | Ontwerp voor nieuwe stadsverdedigingswerken                                     | 1528–1529     | Florence                                     |                                                                               |
|            | Uitgevoerd ontwerp voor het grafmonument van Julius II in San Pietro in Vincoli | 1532–1545     | Rome, San Pietro in Vincoli                  |                                                                               |
|            | Renovatie van de bebouwing aan het Piazza del Campidoglio                       | 1538–1564     | Rome, Capitolijnse heuvel                    |                                                                               |
|            | Bovenverdieping en kroonlijst van de façade van Palazzo Farnese                 | 1546–1549     | Rome                                         |                                                                               |
|            | Ontwerpen voor de Sint-Pietersbasiliek                                          | 1546–1564     | Rome, Sint-Pietersbasiliek                   |                                                                               |
|            | Ontwerpen voor de San Giovanni dei Fiorentini                                   | 1559–1560     | Rome                                         |                                                                               |
|            | Sforza-kapel                                                                    | ca. 1560      | Rome, Basilica di Santa Maria Maggiore       |                                                                               |
|            | Porta Pia                                                                       | 1561–1564     | Rome                                         |                                                                               |
|            | Santa Maria degli Angeli e dei Martiri                                          | 1561–1564     | Rome, Santa Maria degli Angeli e dei Martiri | Het betrof een verbouwing van het frigidarium van de Thermen van Diocletianus |

## Tekeningen

### Presentatietekeningen en kartons
| Afbeelding                        | Titel                              | Datering      | Techniek              | Afmetingen h × b cm | Verblijfplaats                          | Opmerkingen |
| --------------------------------- | ---------------------------------- | ------------- | --------------------- | ------------------- | --------------------------------------- | --- |
| (kopie door Bastiano da Sangallo) | Slag bij Cascina                   | 1504          | ontwerptekening       |                     |                                         | Verloren gegaan karton voor een fresco in het Palazzo Vecchio in Florence, dat nooit is uitgevoerd                         |
|                                   | Drie werken van Hercules           | ca. 1530      | rood krijt op papier  |                     | Windsor Castle, Royal Collection        | |
|                                   | Boogschutters schieten op een herm | ca. 1530      | rood krijt op papier  | 21,9 × 32,3         | Windsor Castle, Royal Collection        | |
| (kopie in Fogg Museum)            | Ganymedes                          | 1532          | zwart krijt op papier | ca. 36 × 27         | Verloren gegaan                         | De voorstelling is bekend van meerdere (gedeeltelijke) kopieën, onder andere in het Louvre, Fogg Museum en Windsor Castle. |
|                                   | Tityus                             | 1532          | zwart krijt op papier |                     | Windsor Castle, Royal Collection        | |
|                                   | Il sogno (De droom)                | ca. 1533      | zwart krijt op papier | 39,8 × 27,8         | Londen, Courtauld Institute of Art      | |
|                                   | De val van Faëton                  | ca. 1533      | zwart krijt op papier | 31,2 × 21,5         | Londen, British Museum                  | |
|                                   | De val van Faëton                  | ca. 1533      | zwart krijt op papier |                     | Venetië, Gallerie dell'Accademia        | |
|                                   | De val van Faëton                  | 1533          | zwart krijt op papier |                     | Windsor Castle, Royal Collection        | |
|                                   | Kinderbacchanaal                   | 1533          | rood krijt op papier  |                     | Windsor Castle, Royal Collection        | |
|                                   | Pietà voor Vittoria Colonna        | ca. 1538–1544 | zwart krijt op papier | 28,9 × 18,9         | Boston, Isabella Stewart Gardner Museum | |
|                                   | Christus aan het kruis             | ca. 1541      | zwart krijt op papier | 36,8 × 26,8         | Londen, British Museum                  | |
|                                   | Epifania                           | ca. 1550–1553 | zwart krijt op papier | 232,7 × 165,6       | Londen, British Museum                  | |